# Touchardia latifolia
Touchardia latifolia är en nässelväxtart som beskrevs av Gaud.. Touchardia latifolia ingår i släktet Touchardia och familjen nässelväxter. Inga underarter finns listade i Catalogue of Life.

## Bildgalleri

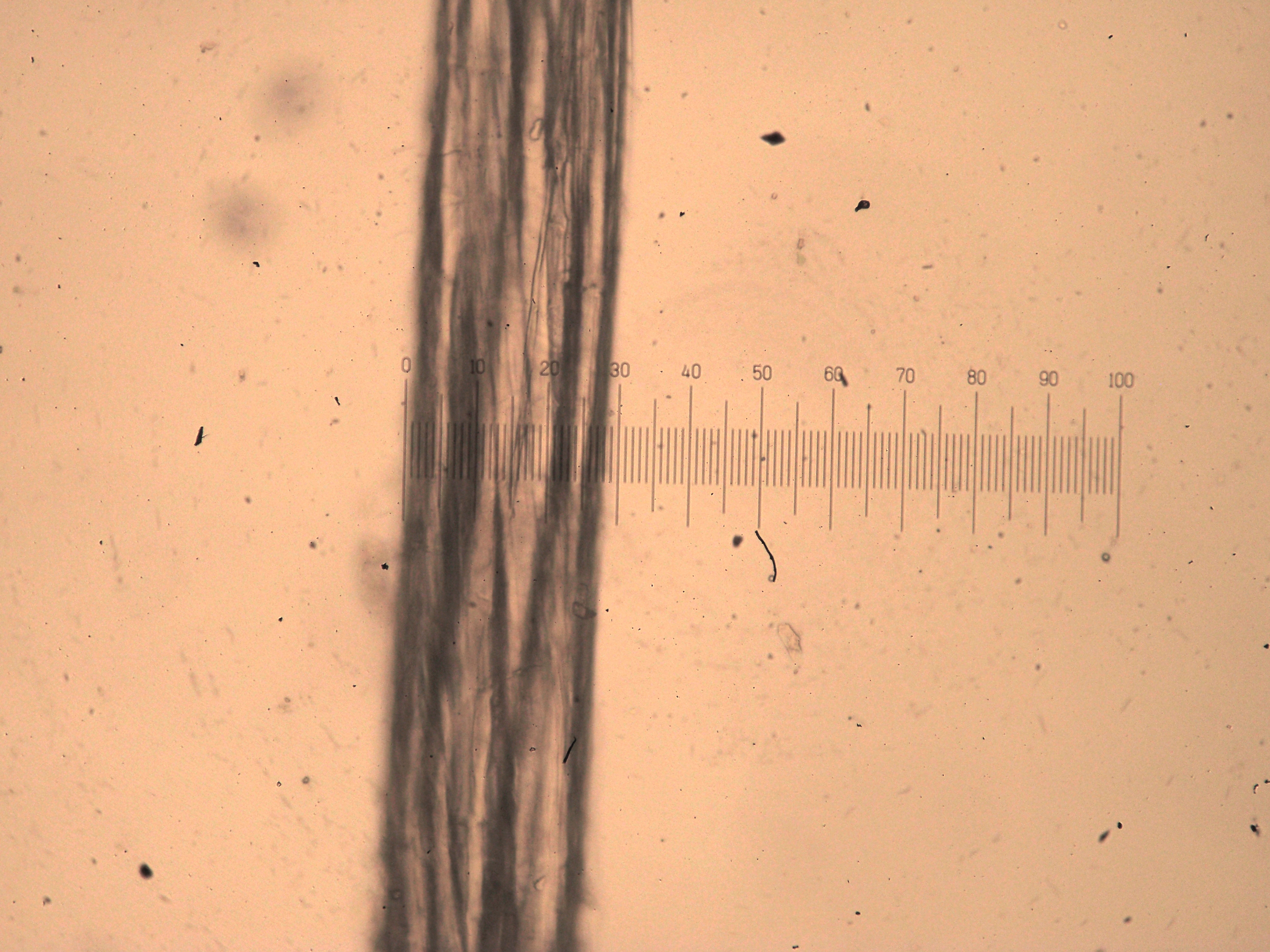